# Religión secular
Religión secular es un término utilizado para describir ideas, teorías o filosofías sin componente espiritual pero con muchas características similares a una religión.
Algunas de estas características son el dogma, la prescripción de un código absoluto de conducta, una narrativa de creación y fin de los hechos puramente narrativa, enemigos designados por terceras personas y devoción a una autoridad. Las "religiones" seculares operan llenando el hueco que la religión o autoridad religiosa ha dejado.

## Ejemplos
Thomas Frank sugiere que el libre mercado se ha convertido en religión secular en Estados Unidos
El filósofo social Raymond Aron utiliza el término al hacer referencia al comunismo.
Gilley & Stanley (2008) usan el término señalando que el movimiento de Ernst Haeckel con su Monist League (Liga Monista), introdujo la teoría darwinista en Alemania, alegando que reemplazaría a las iglesias del país, especialmente de tradición cristiana. En sus palabras: 

Darwin fue presentado como salvador y redentor, Humbolt como uno de sus santos; los científicos eran clérigos o sumos sacerdotes, se predicaban sermones monistas de domingo, y se componían himnos cientifistas que se cantaban durante servicios dominicales. Haeckel escribió una confesión de fe científica ampliamente traducida, bajo el título "Der Monismus als Band zwischen Religion und Naturwissenschaft (1892).

El filósofo de la ciencia Michael Ruse hace uso del término al debatir sobre la teoría de la evolución.
La bióloga estadounidense Lynn Margulis se ha referido al neodarwinismo como una "secta religiosa minoritaria del siglo XX, dentro de las extensas creencias religiosas de la biología anglo-sajona".

## Religión política
La teoría de la religión política concierne a las ideologías gubernamentales cuyo respaldo cultural y político es tan fuerte que se dice que alcanzan un poder equivalente al de una religión de estado, con las que a menudo se aprecian similitudes significativas tanto en la teoría como en la práctica. Además de las formas básicas de la política, como un parlamento y unas elecciones, también mantiene un aspecto de 'sacralización' relacionado con las instituciones contenidas dentro del régimen, proporcionando las medidas internas tradicionalmente consideradas en el campo religioso, como la ética, los valores, símbolos, mitos, rituales, arquetipos, así como también, un calendario litúrgico nacional.
El 10 de noviembre de 1793, como una de las consecuencias de la Revolución Francesa, se prohibió el culto a Dios y se institucionalizó el culto a la Razón. Acababa de nacer la primera religión política moderna. Las organizaciones políticas religiosas, como el Partido Nazi, se adhirieron a la idealización del poder cultural y político en todo el país. El cuerpo eclesiástico del estado ya no mantuvo las prácticas de la identidad religiosa. Por eso, el nazismo fue contrarrestado por muchas organizaciones políticas y religiosas como una religión política, basada en el dominio que tenía el régimen nazi.
Las religiones políticas generalmente compiten con las religiones tradicionales existentes y pueden intentar reemplazarlas o erradicarlas. El científico político Hans Maier ha trabajado especialmente con este término.
Las sociedades totalitarias son quizás más propensas a la religión política, aunque diferentes académicos han descrito características de la religión política incluso en las democracias, como por ejemplo, la religión civil estadounidense (American civil religion) descrita por Robert Bellah en 1967. La religión política, otras veces, se trata como sinónimo o equivalente de religión civil, pero la mayoría ve una distinción útil, usando la 'religión civil' como algo más débil, que funciona más como una fuerza conservadora y unificadora socialmente, mientras que la religión política es radicalmente transformadora, incluso apocalíptica.

### Descripción general
El término "religión política" está basado en la observación de que a veces las ideologías políticas o los sistemas políticos muestran características más comúnmente asociadas a la religión. Entre los principales académicos que se han acercado y estudiado estos fenómenos están William Connolly en ciencias políticas, Christoph Deutschmann en sociología, Emilio Gentile en historia u Oliver O'Donovan en teología. Una religión política a menudo ocupa el mismo espacio ético, psicológico y sociológico que una religión tradicional y, como resultado, puede desplazar o cooptar a las organizaciones y creencias religiosas existentes. El marcador más central de una religión política implica la "sacralización· de la política, como puede ser un sentimiento religioso arrollador al servir a la patria, o la devoción hacia los Padres Fundadores de los Estados Unidos.
Aunque una religión política puede apropiarse de las estructuras religiosas o el simbolismo existente, no tiene en sí misma ningún elemento espiritual o teocrático independiente, Es esencialmente secular y utiliza motivos y métodos religiosos con fines políticos, si no es que rechaza la fe religiosa por completo. Por lo general, una religión política se considera secular, pero las formas más radicales también son transcendentales.

### Origen de la teoría

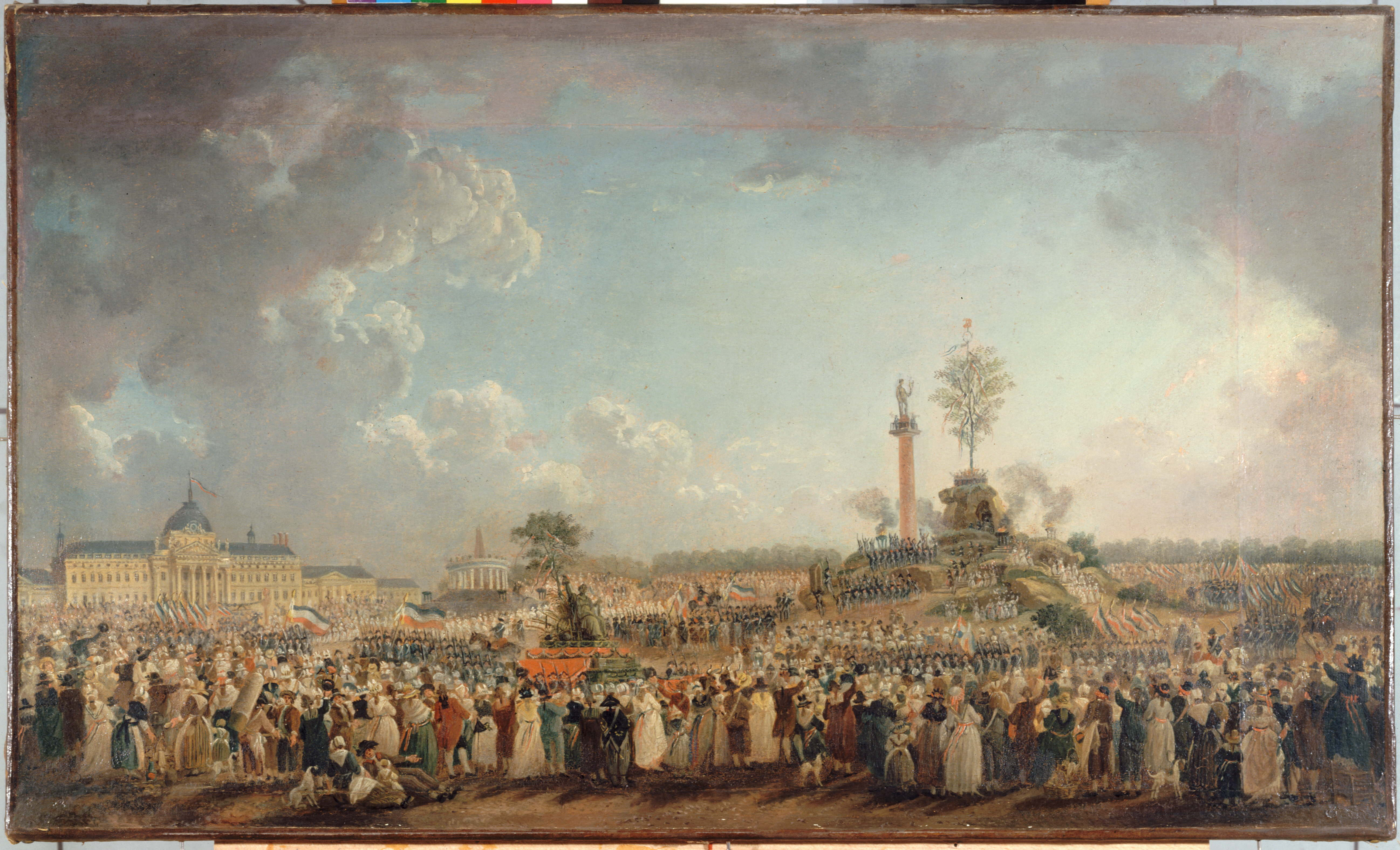
Fiesta del Ser Supremo en el Campo de Marte (París), que tuvo lugar el 20 de prairial del año II - 8 de junio de 1794.

El filósofo Jean-Jacques Rousseau (1712-1778) argumentaba que todas las sociedades necesitaban una religión para mantener unidos a los hombres. Debido a que el cristianismo tendía a alejar a los hombres de los asuntos terrenales, Rousseau defendía una 'religión civil' que supuestamente crearía los vínculos necesarios para la unidad política en todo el estado. El teólogo protestante suizo Adolf Keller (1872-1963) argumentaba que el marxismo en la Unión Soviética se había transformado en una religión secular. Antes de emigrar a los Estados Unidos, el filósofo político de origen alemán Eric Voegelin escribía un libro titulado Die politischen Religionen (Las religiones políticas). Otras contribuciones sobre 'religión política' (o términos asociados como 'religión secular', 'religión laica' o 'religión pública') fueron realizadas por Luigi Sturzo (1871-1959), Paul Tillich (1886-1965), Gerhard Leibholz (1901-1982), Waldemar Gurian (1902-1954), Raymond Aron (1905-1983) o Walter Benjamin (1892-1940). También se han visto esas 'religiones' como una respuesta al vacío existencial y al nihilismo causada por la modernidad, la sociedad de masas o el surgimiento de un estado burocrático, y en las religiones políticas, 'la rebelión contra la religión de Dios' alcanzó su punto culminante. También se las ha descrito como 'pseudo-religiones', 'religiones sustitutas', 'religiones sucedáneas', 'religiones manipuladas por el hombre' o 'anti-religiones'. El politólogo de Yale Juan Linz y otros han señalado que la secularización del siglo XX había creado un vacío que podría ser llenado por una ideología que reivindicara también cuestiones éticas e idénticas, haciendo que las religiones políticas se basasen en el totalitarismo, el universalismo y las misiones mesiánicas.
Una revista académica con el nombre de Totalitarian Movements and Political Religions (Movimientos totalitarios y religiones políticas) comenzó a publicarse en el 2000. Fue rebautizada como Politics, Religion & Ideology (Política, religión e ideología) en 2011 y es publicada por Taylor & Francis.